# Iglesia de San Juan de Dios (Foggia)
La iglesia de San Giovanni di Dio es una iglesia en Foggia.

## Historia
Probablemente el nombre original de esta iglesia fuera Spirito Santo, sin embargo, según los documentos más ciertos el título es "Santa Caterina Virgen Mártire". Se encuentra en el mismo lugar que una iglesia dedicada a Santa Caterina, iglesia celestina, mencionada incluso en un documento de 1348. La nueva iglesia, con el convento, fue fundada en 1597 por los Fatebenefratelli, siempre dedicada a Santa Catalina, pero comúnmente llamada San Juan de Dios, en honor al fundador de la orden. Debido a los daños causados por el terremoto de 1731, fue reconstruido en 1748. Después de la unificación de Italia, el complejo se convirtió en un hospital llamado "Ospedale Civile Umberto I". La iglesia, tras años de abandono, fue reabierta al culto en 1932 y reconsagrada y dedicada a la Santísima Virgen de la Salud y a San Juan de Dios, patrón de los enfermos. Se desconoce el nombre del diseñador, quizás napolitano, se cree que las obras fueron realizadas por trabajadores locales.